# Edgar Stuart, Công tước xứ Cambridge
Edgar Stuart, Công tước xứ Cambridge (14 tháng 9 năm 1667 - 8 tháng 6 năm 1671) là con thứ 6 và là con trai thứ 4 của Vương tử James, Công tước xứ York (sau là James II) và Anne Hyde, Nữ công tước xứ York. Vào thời điểm sinh ra ông đứng thứ 2 trong hàng kế vị nước Anh chỉ sau cha ông Vương tử James đang là trữ quân của người anh trai đương nhiệm ngai vàng nước Anh Charles II. Edgar là người con thứ 3 của James, Công tước York từng giữ tước hiệu Công tước xứ Cambridge với tư cách là người kế vị sau cha ông, tước hiệu này từng được tấn phong cho hai anh trai ông Charles và James nhưng cả hai đã không thể sống đến tuổi trưởng thành khi lần lượt qua đời vào năm 1661 và 1667.

## Tiểu sử
Edgar sinh ngày 14 tháng 9 năm 1667 tại Cung điện St James, Anh và được đặt theo tên 2 vị vua  Anh, Scoland lần lượt là Edgar của Anh và Edgar của Scotland. Cha ông khi đó là James, Công tước xứ York con trai của vua Charles I sau là em trai của vua Charles II và mẹ ông là Anne Hyde con của một thường dân sống ở Anh và được tấn phong tước hiệu Công tước xứ York khi kết hôn với cha ông. Là con trai của James, Công tước xứ York, vào thời điểm sinh ra ông đứng thứ 2 chỉ sau cha ông trong hàng kế vị ngai vàng của Anh. Vào ngày 7 tháng 10 năm 1667, ông được phong làm Công tước xứ Cambridge, Bá tước xứ Cambridge và Nam tước Dauntsey.

## Qua đời
Vương tôn Edgar qua đời tại Cung điện Richmond vào ngày 8 tháng 6 năm 1671 cùng năm mất của mẹ ông Anne Hyde . Sự ra đi cùng lúc của ông và mẹ đã dẫn đến một quốc tang trên nước Anh. Vào ngày 12 tháng 6 năm 1671 ông được chôn cất trong tầng hầm hoàng gia ở Nhà nguyện Henry VII ở Tu viện Westminster cùng nơi đã từng chôn cất mẹ ông vào ngày 5 tháng 4 năm 1671.